# Neocompsa exclamationis
Neocompsa exclamationis är en skalbaggsart som först beskrevs av Thomson 1860.  Neocompsa exclamationis ingår i släktet Neocompsa och familjen långhorningar. Inga underarter finns listade i Catalogue of Life.